# Komkommerspinnen
De komkommerspinnen (Araniella) vormen een geslacht van spinnen uit de familie van de wielwebspinnen (Araneidae). Dit geslacht wordt komkommerspinnen genoemd omdat ze meestal groen gekleurd zijn.

## Soorten
- Araniella alpica (L. Koch, 1869)
- Araniella coreana Namkung, 2002
- Araniella cucurbitina (Clerck, 1757)
- Araniella displicata (Hentz, 1847)
- Araniella inconspicua (Simon, 1874)
- Araniella jilinensis Yin & Zhu, 1994
- Araniella levii Zamani & Marusik, 2020
- Araniella maasdorpi Zamani & Marusik, 2020
- Araniella maderiana (Kulczyński, 1905)
- Araniella mithra Zamani, Marusik & Šestáková, 2020
- Araniella nigromaculata (Schenkel, 1963)
- Araniella nympha (Simon, 1889)
- Araniella opisthographa (Kulczyński, 1905)
- Araniella plicata Mi & Peng, 2016
- Araniella proxima (Kulczyński, 1885)
- Araniella robusta Lee, Yoo & Kim, 2021
- Araniella silesiaca (Fickert, 1876), nomen dubium
- Araniella villanii Zamani, Marusik & Šestáková, 2020
- Araniella yaginumai Tanikawa, 1995